# العلاقات البرازيلية العراقية
العلاقات البرازيلية العراقية وهي العلاقات الدولية بين دولتي العراق والبرازيل، حيث البرازيل لديها سفارة في بغداد، وقنصلية في أربيل، العراق لديه سفارة في برازيليا وكلا البلدين هم عضو في مجموعة 77، والبرازيل كانت أول بلد من أمريكا اللاتينية تعيد فتح السفارة العراقية في البرازيل بعد حرب الكويت، تربط بين البلدين علاقات تجارية فالعراق يقوم بإستيراد القهوة والكاكاو من البرازيل بينما العراق يصدر النفط والغاز الطبيعي للبرازيل، وفي 1980 كانت العلاقات في قمتها حيث كانت النفط في البرازيل 35% منه كان مصدره من العراق بينما كانت البرازيل تصدر اليورانيوم ومجموعة خبراء في صنع الطاقة النووية وذلك قبل قصف مفاعل تموز النووي من قبل إسرائيل في سنة 1981.